# Джефф Сімпсон
Джефф Сімпсон (англ. Jeff Simpson; нар. 29 жовтня 1950) — колишній новозеландський тенісист.
Найвищу одиночну позицію світового рейтингу — 66 місце досяг 13 вересня 1973, парну — 108 місце — 3 січня 1983 року.
Здобув 1 парний титул.
Найвищим досягненням на турнірах Великого шолома було 3 коло в одиночному розряді.

## Фінали Гран-прі за кар'єру

### Парний розряд: 4 (1–3)
| Результат | В-П | Рік  | Турнір                          | Партнер          | Суперники                        | Рахунок  |
| --------- | --- | ---- | ------------------------------- | ---------------- | -------------------------------- | -------- |
| Поразка   | 0–1 | 1972 | Токіо, Японія                   | Марсельйо Лара   | Дік Делл Шервуд Стюарт           | 3–6, 2–6 |
| Поразка   | 0–2 | 1973 | Крайстчерч, Нова Зеландія       | Юрген Фассбендер | Ананд Амрітрадж Фред Макнеер     | W/O      |
| Поразка   | 0–3 | 1974 | Роенок, Сполучені Штати Америки | Ян Крукенден     | Вітас Ґерулайтіс Сенді Меєр      | 6–7, 1–6 |
| Перемога  | 1–3 | 1975 | Washington Indoor WCT, США      | Майк Естеп       | Ананд Амрітрадж Віджай Амрітрадж | 7–6, 6–3 |

## Титули на челленджерах

### Одиночний розряд: (1)
| Ранг | Рік  | Турнір                     | Покриття | Суперник       | Рахунок       |
| ---- | ---- | -------------------------- | -------- | -------------- | ------------- |
| 1.   | 1982 | Ле-Туке-Парі-Плаж, Франція | Ґрунт    | Роланд Штадлер | 6–7, 6–2, 6–1 |